# Macquartia aeneiventris
Macquartia aeneiventris är en tvåvingeart som beskrevs av Fritz Isidore van Emden 1960. Macquartia aeneiventris ingår i släktet Macquartia och familjen parasitflugor.
Artens utbredningsområde är Uganda. Inga underarter finns listade i Catalogue of Life.